# William Ellery Channing

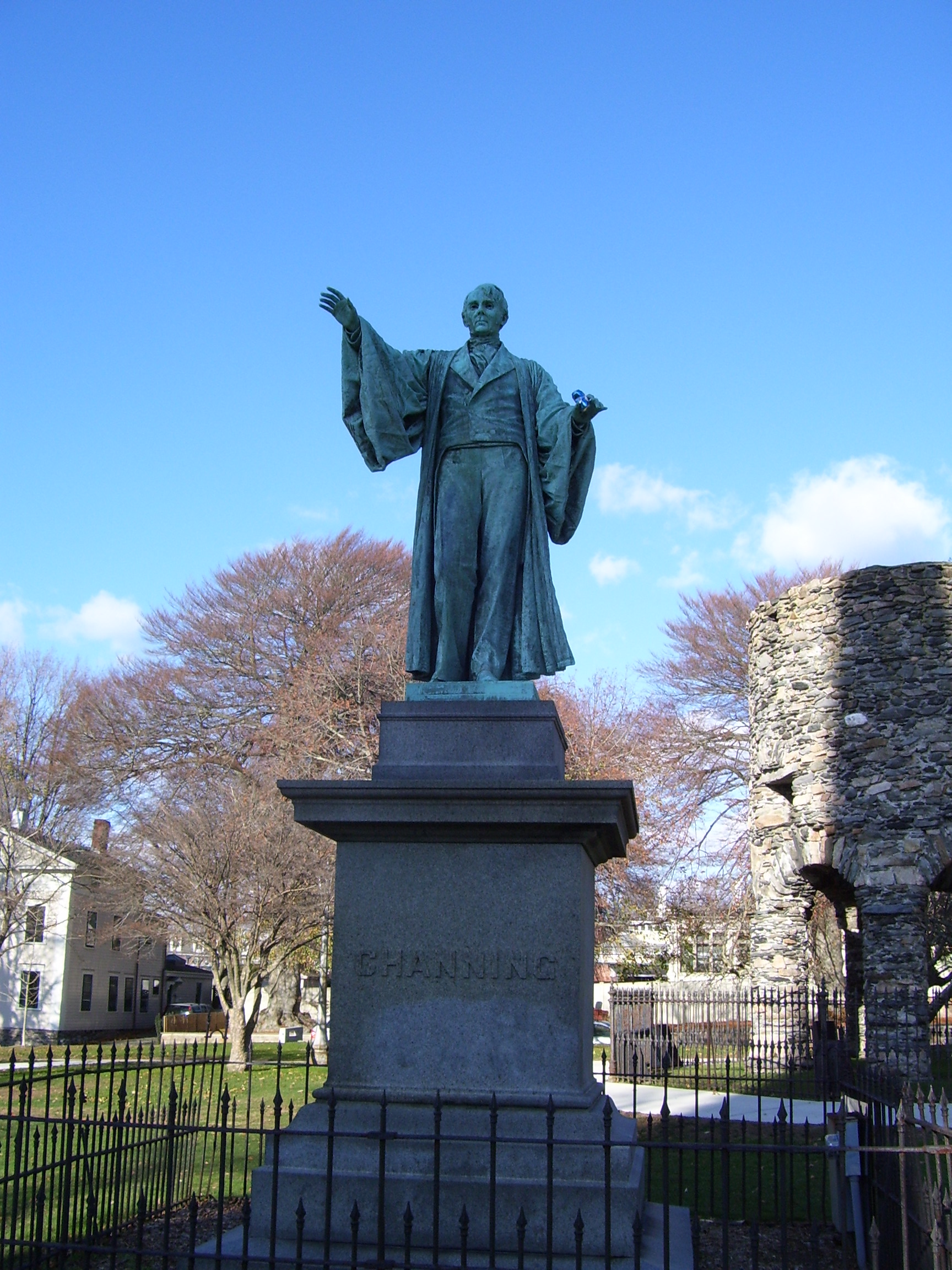
Pomnik Williama Ellery’ego Channinga w Newport w stanie Rhode Island

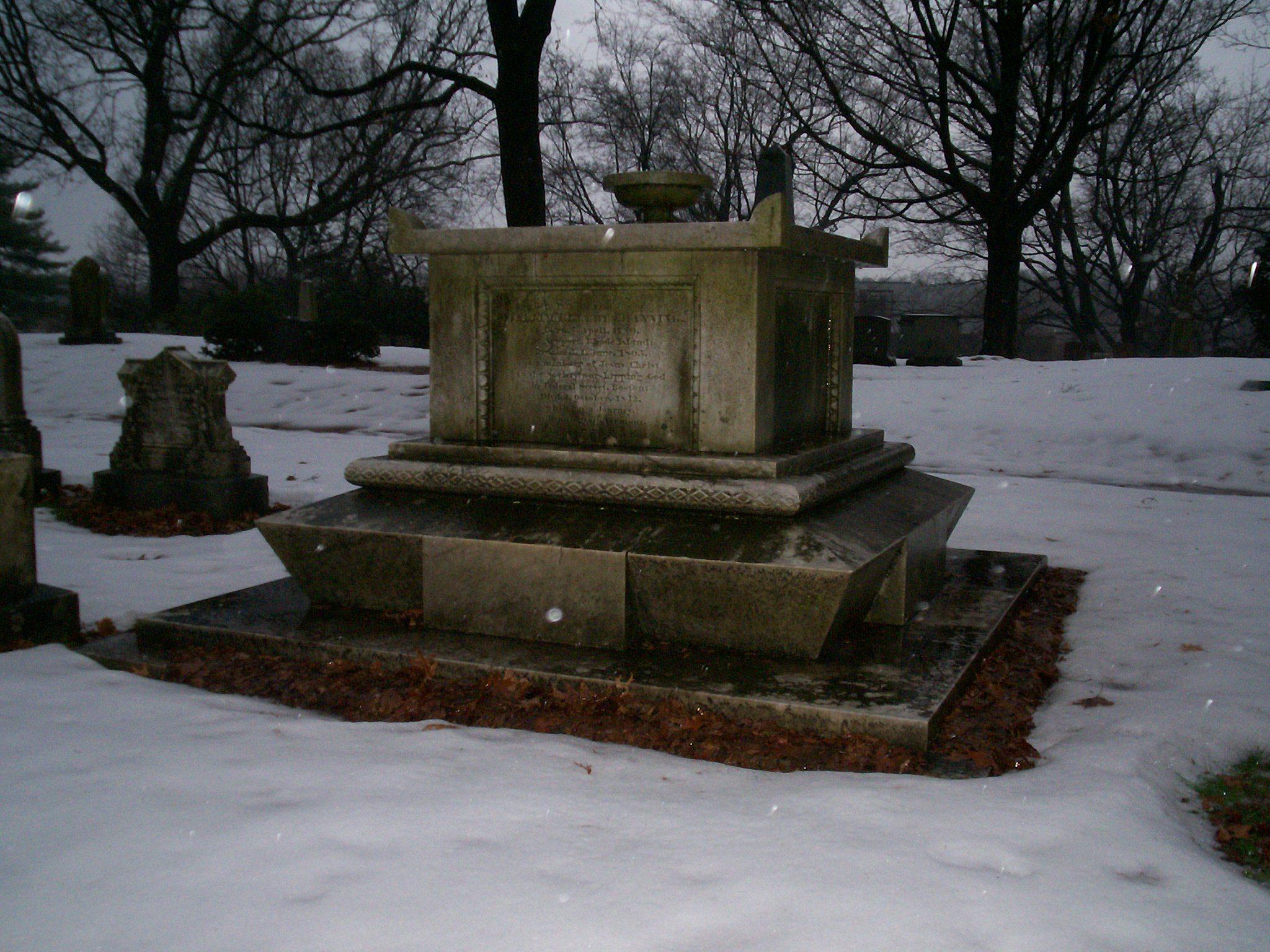
Grób Williama Ellery’ego Channinga na Mount Auburn Cemetery w Cambridge, w stanie Massachusetts

William Ellery Channing (ur. 7 kwietnia 1780 w Newport, Rhode Island, zm. 2 października 1842 w Bennington, Vermont) – amerykański duchowny, kaznodzieja i teolog.

## Życiorys
Jego rodzicami byli William i Lucy Ellery Channing. W 1798 ukończył Harvard College, w 1803 został pastorem Federal Street Church w Bostonie. Był jednym z najbardziej wpływowych przedstawicieli transcendentalizmu. Reprezentował reformistyczny, unitariański nurt teologii, stojący w opozycji do ortodoksyjnie kalwińskiej nauki. Akcentował powołanie człowieka do świętości. Jego kazanie o naśladowaniu Boga (Likeness to God) stało się powodem posądzeń o herezję. Podkreślał historyczny aspekt Biblii jako wytworu ludzkiego umysłu, przeznaczonego dla ludzi, dopuszczając krytykę tekstu. Występował przeciwko obowiązującemu w Stanach Zjednoczonych niewolnictwu. Był zwolennikiem ekumenizmu. Pisał: Przyzwyczajeni jesteśmy widzieć prawdziwą pobożność we wszystkich rodzajach chrześcijan, w trynitarzach i unitarianach, w kalwinistach i arminianach, anglikanach, metodystach, baptystach i kongregacjonistach, i ciesząc się z tego, gdy tylko tę zaletę dostrzeżemy, mamy małą ochotę przyprowadzać ludzi do naszych własnych poglądów.
Na pomniku Williama Ellery’ego Channinga w Bostonie znajduje się napis: Tchnął w teologię ducha ludzkiego i na nowo ogłosił boskość człowieka.
Prywatnie był stryjem noszącego te same imiona i nazwisko poety Williama Ellery’ego Channinga (1818–1901).
Na cześć teologa imiona William Ellery Channing nosił dwudziestowieczny poeta William Ellery Leonard, autor cyklu sonetów Two Lives.